# Ganas locas
«Ganas locas» es una canción del artista estadounidense Prince Royce en colaboración con el cantante puertorriqueño Farruko. Se estrenó como el quinto y último sencillo de su quinto álbum de estudio Five el 14 de julio de 2017.

## Antecedentes y promoción
Se estrenó como sencillo el 14 de julio de 2017, para la promoción de su álbum de estudio debut Prince Royce (2010). La canción fue escrita por Prince Royce, Carlos Efrén Rosado, Gabriel Rodríguez, Héctor Rubén Rivera y Andy Clay, mientras que la producción fue llevada a cabo por Royce, Dice, Alison Berger y Linclon.

## Rendimiento comercial
En la lista de éxito de Estados Unidos «Ganas locas», alcanzó la posición número seis en la lista Tropical Airplay de Billboard. En México, la pista se ubicó en el lugar veintinueve en la lista México Español Airplay.

## Vídeo musical
El video musical se estrenó el 19 de mayo de 2016 en el canal de YouTube del cantante. El video musical ha superado más de 24 millones de visitas en la plataforma. Fue filmado en Miami, Estados Unidos, bajo la dirección de Jessy Terreno.

## Presentaciones en vivo
Royce y Farruko presentaron «Ganas locas» en la ceremonia de los premios Latin American Music Awards en 2017.

## Posicionamiento en listas
| Listas (2017)                      | Mejor posición |
| ---------------------------------- | -------------- |
| Estados Unidos (Tropical Airplay)  | 6              |
| México Español Airplay (Billboard) | 29             |

## Historial de lanzamiento
| País   | Fecha               | Formato          | Discográfica     | Ref   |
| ------ | ------------------- | ---------------- | ---------------- | ----- |
| Varios | 14 de julio de 2017 | Descarga digital | Sony Music Latin | [ 1 ] |